# Manaquí de crinera
El manaquí de crinera (Ceratopipra cornuta) és un ocell de la família dels píprids (Pipridae).

## Hàbitat i distribució
Viu a la selva pluvial dels tepuis del sud de Veneçuela, oest de Guyana i nord del Brasil.